# ドム・ラ・ネナ
ドミニケ・ピント（Dominique Pinto、1989年 - ）
は、ドム・ラ・ネナ（Dom La Nena）のステージ名でも知られるブラジル出身のシンガーソングライター、チェリスト、音楽プロデューサー。
ソロのミュージシャンとしての活動音楽ジャンルは、ブラジル、パリ、アルゼンチン等の音楽要素、そして室内楽や南米民族音楽の要素をも含んだワールドミュージック系。
歌は、母国語であるポルトガル語の他、スペイン語、英語、フランス語の歌詞の楽曲も創り歌っている。

## 来歴
ブラジルの港町ポルト・アレグレにドミニケ・ピントとして生まれる。生まれ故郷のブラジルと、父が博士号を取得する為の都合で引越したパリで生活する幼少期を過ごした。
4歳からピアノを習い始め、6歳頃からはチェロに惹かれだし、10歳の時、自分はチェリストになりたいと強く自覚する。だが、その1年後、家族はブラジルに帰国。ドミニケは、
ブラジルでチェロを本格的に学べる学校を探したが見付からず、意を決して、13歳の時、チェロの勉強をする為に、家族と離れ単身アルゼンチンへ移住。当時アルゼンチンのブエノスアイレスに住んでいた、チェロの女神と呼ばれるほど世界的に高名な米国人チェリストChristine Walevska（クリスティン・ワレヴスカ）に師事し、
チェロの腕を磨く。このアルゼンチンでのチェロ修業時代に、年上の門下生達から、「La Nena」（ラ・ネナ／少女）というあだ名を付けられたのが、その後も付いて回り、
彼女のステージ名「ドム・ラ・ネナ」へと繋がることになる。因みに「La Nena」（ラ・ネナ）は、スペイン語「La Niña」（ラ・ニーニャ／the girl／少女）の南米地域でのスペイン語方言である。
ドム・ラ・ネナは、親元を離れ単身でブエノスアイレスでのチェロ修業をした当時のことを振り返り、「13歳という若さで、家族と過ごす大切な時間や色々なことを犠牲にして、アルゼンチンへ乗り込んで行ったけれど、後悔は全くしてないです。それくらい自分は、チェロに恋焦がれていたんです」と語っている。
初期の音楽活動では、再びパリに移り住み、本名のドミニケ・ピントの名で、女優で歌手のジェーン・バーキンのコンサートツアーでチェロを担当するなど、チェリストとしての音楽活動を積み重ねた。ジェーン・バーキン以外にも、カミーユ、エティエンヌ・ダオーらフランス人歌手や、イギリス、スイス、ラトビア等欧州圏各地のバンドやミュージシャンらの公演にチェリストとして参加している。
2013年1月、歌手「ドム・ラ・ネナ」としてのデビューアルバムELA を発表。同年2月下旬、NPRの音楽番組Alt.Latinoとウィークエンド・エディションは、それぞれ別々の観点からドム・ラ・ネナの楽曲の魅力や彼女の経歴等を紹介した。Alt.Latinoでは、2015年2月上旬にも、同年3月発売のアルバムSOYO からの楽曲を紹介し、ELA は様々なサウンド要素が詰め込まれた興味深く美しい楽曲アルバムだったのに対して、SOYO はソレとは正反対に色々なサウンド要素を詰め込まず削ぎ落として彼女のヴォーカルや歌詞が強調される楽曲中心のアルバムになっているが、ELA を聴き大ファンになった時と同様にSOYO の楽曲も大好きになった、と評し、かつ、彼女がアーティストとして成熟していく過程で大きく前進しているのを感じられるアルバムだ、と評した。

## 音楽性
ドム・ラ・ネナ本人は、彼女の音楽には、自身の子供時代へのノスタルジア、が多く含まれ、
また、そういう子供時代の経験にインスパイアされた音楽であり、
そこには無垢な子守唄的な雰囲気があると思う…
と2013年のデビューアルバム時点では、語っている。

## ディスコグラフィー
ここの項目の主要ソース：

### シングルおよびEP盤
- GOLONDRINA (2013)
- ELA POR ELES - REMIXES (2014)

### フルアルバム
- ELA (2013)[2][3]
- BIRDS ON A WIRE (2014／Air Rytmo) - Rosemary Standley（ロウズマリー・スタンドリー）との共作
- SOYO (2015)[8]

## 私生活
2014年時点では、既婚者。